# Majba János Vilmos
Majba János Vilmos (Modor, 1865. október 20. – Budapest, 1952. február 5.) evangélikus lelkész. Doleschall Sándor Ede veje.

## Élete
Majba János vagyonos iparos és nemesmagasi Szuh Katalin fia. Középiskoláit a Pozsonyi Evangélikus Líceumban 1883-ban végezte. 1883-tól 1886-ig ugyanott a teológiai akadémián tanult. 1886 ősszel a göttingeni egyetemre ment, ahol két félévet töltött. 1887-ben pappá avattatott fel és mint káplán Modorban két évig lelkészkedett; azonkívül az ottani polgári iskolánál mint a latin nyelv tanára működött. 1890-ben Budapestre jött, ahol februártól mint középiskolai és felsőbb leányiskolai vallástanár és a magyar királyi országos gyűjtőfogház evangélikus lelkésze működött; egyszersmind a Budapest városi esperesség jegyzője volt. 1910 őszétől pedig ugyanitt X. kerületi lelkész, 1901-től 1918-ig a Luther-társaság főtitkára volt. 1950-ben vonult nyugalomba.
1899-ben benyujtott a Luther-társasághoz egy indítványt evangélikus tankönyvvállalat létesítése ügyében, melynek célja volna az iskolákat kitűnő tankönyvekkel ellátni és ennek tiszta jövedelméből az egyházi irodalmat fejleszteni, valamint szegénysorsú jeles papfiakat és leányokat tanulási idejük alatt segélyezni; az indítvány az azon évi szeptemberben tartott szarvasi és októberi budapesti Luther-társasági közgyűlések által elfogadtatott és annak kivitelével Majba bizatott meg. Elveinek szélesebb körben való ismertetése céljából kibocsátotta 1900-ban: Nyilt levél Magyarország összes evang. lelkészeihez (nyom. Orosházán) és 1901-ben II. Nyilt levél Magyarország összes evang. lelkészeihez egy evang. tankönyvvállalat ügyében (nyom. Uo.). 1900. január 25-én egy indítvánnyal lépett fel (az Evang. Egyház és Iskola 4. sz.), mely a prédikácóinak egy új fajtáját volna hivatva ápolni; egy szintírási hely alapján ugyanis megismertetni akarja a nagy közönséggel a reformátorok, az evangélikus vértanúk, a kül- és belmisszió terén működött férfiak életrajzait.
Szerkesztette 1914-től 1918-ig a „Belmisszió”-t, 1908-tól 1919-ig az „Evangélikus Egyházi Értesítő”-t, 1924-ben az „Őrtüzek”-et, valamint továbbá a „Reformáció” (1917.) című versgyűjteményt.
Cikkei a budapesti ág. hitv. evang. hitoktatói testület Értesítőjében (1893. A reformatio története Budapest fő- és székvárosában a XVI. században, 1900. Társadalmi bajaink és azok orvoslása); az Evang. Egyház és Iskolában (Orosháza, 1899. Egyházi életünk hanyatlásának fő okai); s az Evang. Családi Lapban (1900. október 31.).

## Munkái
- Útmutató a keresztyén igazságra. Evang. keresztyének számára. Bpest, 1892
- Dr. Luther Márton kis kátéja. Uo. 1900
- A vallástanítás rendezésének szükséges volta. Uo. 1904
- Harctéri imakönyv (németből). Uo. 1914 (Hat kiadást ért.)
- Életképek a ker. szeretet munkamezejéről (Másokkal együtt). Uo. 1914
- Hadikórházi imakönyv. Uo. 1915
- Lelki balzsam. Uo. 1916